# Team Qhubeka NextHash
Team Qhubeka NextHash (Kod UCI: TQA) – południowoafrykańska zawodowa grupa kolarska istniejąca w latach 2007–2021. W latach 2013–2015 znajdowała się w dywizji UCI Professional Continental Teams, a w latach 2016–2021 w dywizji UCI WorldTeams.
W 2008 grupa MTN połączyła się z Energade Road Team, lecz po trzech latach zmieniła nazwę na nazwę swojego sponsora i w latach 2011–2012 jeździła pod nazwą Team MTN Qhubeka. W latach 2013–2015 zespół jeździł jako MTN-Qhubeka. 
W lipcu 2015 będąca głównym sponsorem firma MTN ogłosiła, że z końcem sezonu wycofuje się z dalszego sponsorowania grupy. Dwa miesiące później ogłoszono informację, iż nowym sponsorem od kolejnego sezonu zostanie przedsiębiorstwo Dimension Data, a nazwa zespołu będzie brzmieć "Team Dimension Data riding for Qubeka". Wkrótce po tym, do grona sponsorów dołączyła także firma Deloitte.
W lipcu 2019 poinformowano, że w kolejnym sezonie grupa przyjmie nazwę NTT Team. Jest to spowodowane połączeniem firmy sponsora Dimension Data z japońską NTT.
Po sezonie 2021, ze względu na problemy finansowe, grupa zakończyła swoją działalność.

## Nazwa grupy w poszczególnych latach
| lata      | nazwa                                      |
| --------- | ------------------------------------------ |
| 2007      | MTN                                        |
| 2008–2010 | MTN Energade Road Team                     |
| 2011–2012 | Team MTN Qhubeka                           |
| 2013–2015 | MTN-Qhubeka                                |
| 2016–2019 | Dimension Data                             |
| 2020      | NTT Pro Cycling                            |
| 2021      | Team Qhubeka Assos / Team Qhubeka NextHash |

## Sezony

### 2021
| Skład drużyny 2021          | Skład drużyny 2021   | Skład drużyny 2021 | Skład drużyny 2021                  |
| Imię i nazwisko             | Data urodzenia       | Państwo            | Poprzednia grupa                    |
| --------------------------- | -------------------- | ------------------ | ----------------------------------- |
| Sander Armée                | 10 grudnia 1985      | Belgia             | Lotto-Soudal (2020)                 |
| Fabio Aru (1 sty–6 wrz)     | 3 lipca 1990         | Włochy             | UAE Team Emirates (2020)            |
| Carlos Barbero              | 29 kwietnia 1991     | Hiszpania          | Movistar Team (2019)                |
| Sean Bennett                | 31 marca 1996        | Stany Zjednoczone  | EF Pro Cycling (2020)               |
| Connor Brown                | 6 sierpnia 1998      | Nowa Zelandia      | NTT Continental Cycling Team (2020) |
| Victor Campenaerts          | 28 października 1991 | Belgia             | Lotto-Soudal (2019)                 |
| Dimitri Claeys              | 18 czerwca 1987      | Belgia             | Cofidis (2020)                      |
| Simon Clarke                | 18 lipca 1986        | Australia          | EF Pro Cycling (2020)               |
| Nicholas Dlamini            | 12 sierpnia 1995     | Południowa Afryka  | Dimension Data for Qhubeka (2017)   |
| Kilian Frankiny             | 26 stycznia 1994     | Szwajcaria         | Groupama-FDJ (2020)                 |
| Michael Gogl                | 4 listopada 1993     | Austria            | Trek-Segafredo (2019)               |
| Lasse Norman Leth           | 11 lutego 1992       | Dania              | Alpecin-Fenix (2020)                |
| Sergio Henao                | 10 grudnia 1987      | Kolumbia           | UAE Team Emirates (2020)            |
| Reinardt Janse van Rensburg | 3 lutego 1989        | Południowa Afryka  | Giant-Shimano (2014)                |
| Bert-Jan Lindeman           | 16 czerwca 1989      | Holandia           | Jumbo-Visma (2020)                  |
| Giacomo Nizzolo             | 30 stycznia 1989     | Włochy             | Trek-Segafredo (2018)               |
| Matteo Pelucchi             | 21 stycznia 1989     | Włochy             | Bardiani CSF Faizanè (2020)         |
| Robert Power                | 11 maja 1995         | Australia          | Team Sunweb (2020)                  |
| Domenico Pozzovivo          | 30 listopada 1982    | Włochy             | Bahrain-Merida (2019)               |
| Mauro Schmid                | 4 grudnia 1999       | Szwajcaria         | Leopard Pro Cycling (2020)          |
| Andreas Stokbro             | 8 kwietnia 1997      | Dania              | Riwal Readynez (2019)               |
| Dylan Sunderland            | 26 lutego 1996       | Australia          | Team BridgeLane (2019)              |
| Harry Tanfield              | 17 listopada 1994    | Wielka Brytania    | AG2R La Mondiale (2020)             |
| Karel Vacek                 | 9 września 2000      | Czechy             | Colpack-Ballan (2020)               |
| Emil Vinjebo                | 24 marca 1994        | Dania              | Riwal Securitas (2020)              |
| Max Walscheid               | 13 czerwca 1993      | Niemcy             | Team Sunweb (2019)                  |
| Łukasz Wiśniowski           | 7 grudnia 1991       | Polska             | CCC Team (2020)                     |
|                             |                      |                    |                                     |
| Źródło: ProCyclingStats     |                      |                    |                                     |

#### Zwycięstwa
| Zwycięstwa | Zwycięstwa              | Zwycięstwa | Zwycięstwa | Zwycięstwa         | Zwycięstwa |
| Data       | Wyścig                  | Państwo    | Kategoria  | Zwycięzca          |            |
| ---------- | ----------------------- | ---------- | ---------- | ------------------ | ---------- |
| 14 lut     | Clásica de Almería      | Hiszpania  | 1.Pro      | Giacomo Nizzolo    |            |
| 19 maj     | Giro d'Italia, 11. etap | Włochy     | 2.UWT      | Mauro Schmid       |            |
| 21 maj     | Giro d'Italia, 13. etap | Włochy     | 2.UWT      | Giacomo Nizzolo    |            |
| 23 maj     | Giro d'Italia, 15. etap | Włochy     | 2.UWT      | Victor Campenaerts |            |
| 1 sie      | Circuito de Getxo       | Hiszpania  | 1.1        | Giacomo Nizzolo    |            |

### 2020
| Skład drużyny 2020          | Skład drużyny 2020   | Skład drużyny 2020 | Skład drużyny 2020                |
| Imię i nazwisko             | Data urodzenia       | Państwo            | Poprzednia grupa                  |
| --------------------------- | -------------------- | ------------------ | --------------------------------- |
| Carlos Barbero              | 29 kwietnia 1991     | Hiszpania          | Movistar Team (2019)              |
| Samuele Battistella         | 14 listopada 1998    | Włochy             | Dimension Data for Qhubeka (2019) |
| Edvald Boasson Hagen        | 17 maja 1987         | Norwegia           | Team Sky (2014)                   |
| Victor Campenaerts          | 28 października 1991 | Belgia             | Lotto-Soudal (2019)               |
| Stefan de Bod               | 17 listopada 1996    | Południowa Afryka  | Dimension Data for Qhubeka (2018) |
| Nicholas Dlamini            | 12 sierpnia 1995     | Południowa Afryka  | Dimension Data for Qhubeka (2017) |
| Benjamin Dyball             | 20 kwietnia 1989     | Australia          | Team Sapura Cycling (2019)        |
| Enrico Gasparotto           | 22 marca 1982        | Szwajcaria         | Bahrain-Merida (2018)             |
| Amanuel Ghebreigzabhier     | 17 sierpnia 1994     | Erytrea            | Dimension Data for Qhubeka (2017) |
| Ryan Gibbons                | 13 sierpnia 1994     | Południowa Afryka  | Dimension Data for Qhubeka (2016) |
| Michael Gogl                | 4 listopada 1993     | Austria            | Trek-Segafredo (2019)             |
| Shōtarō Iribe               | 1 sierpnia 1989      | Japonia            | Shimano Racing Team (2019)        |
| Reinardt Janse van Rensburg | 3 lutego 1989        | Południowa Afryka  | Giant-Shimano (2014)              |
| Ben King                    | 22 marca 1989        | Stany Zjednoczone  | Cannondale-Drapac (2016)          |
| Roman Kreuziger             | 6 maja 1986          | Czechy             | Mitchelton-Scott (2018)           |
| Gino Mäder                  | 4 stycznia 1997      | Szwajcaria         | IAM Excelsior (2018)              |
| Louis Meintjes              | 21 lutego 1992       | Południowa Afryka  | UAE Team Emirates (2017)          |
| Giacomo Nizzolo             | 30 stycznia 1989     | Włochy             | Trek-Segafredo (2018)             |
| Ben O’Connor                | 25 listopada 1995    | Australia          | Avanti IsoWhey Sports (2016)      |
| Matteo Sobrero              | 14 maja 1997         | Włochy             | Dimension Data for Qhubeka (2019) |
| Andreas Stokbro             | 8 kwietnia 1997      | Dania              | Riwal Readynez (2019)             |
| Dylan Sunderland            | 26 lutego 1996       | Australia          | Team BridgeLane (2019)            |
| Jay Robert Thomson          | 12 kwietnia 1986     | Południowa Afryka  | UnitedHealthcare (2012)           |
| Rasmus Tiller               | 28 lipca 1996        | Norwegia           | Joker Icopal (2018)               |
| Michael Valgren             | 7 lutego 1992        | Dania              | Astana (2018)                     |
| Max Walscheid               | 13 czerwca 1993      | Niemcy             | Team Sunweb (2019)                |
| Danilo Wyss                 | 26 sierpnia 1985     | Szwajcaria         | BMC Racing Team (2018)            |
| Domenico Pozzovivo          | 30 listopada 1982    | Włochy             | Bahrain-Merida (2019)             |
| Michael Carbel Svendgaard   | 7 lutego 1995        | Dania              | Waoo (2019)                       |
|                             |                      |                    |                                   |
| Źródło: ProCyclingStats     |                      |                    |                                   |

#### Zwycięstwa
| Zwycięstwa | Zwycięstwa                  | Zwycięstwa | Zwycięstwa | Zwycięstwa      | Zwycięstwa |
| Data       | Wyścig                      | Państwo    | Kategoria  | Zwycięzca       |            |
| ---------- | --------------------------- | ---------- | ---------- | --------------- | ---------- |
| 25 sty     | Tour Down Under, 5. etap    | Australia  | 2.UWT      | Giacomo Nizzolo |            |
| 8 lut      | Étoile de Bessèges, 4. etap | Francja    | 2.1        | Ben O’Connor    |            |
| 9 lut      | Tour de Langkawi, 3. etap   | Malezja    | 2.Pro      | Max Walscheid   |            |
| 14 lut     | Tour de Langkawi, 8. etap   | Malezja    | 2.Pro      | Max Walscheid   |            |
| 9 mar      | Paryż-Nicea, 2. etap        | Francja    | 2.UWT      | Giacomo Nizzolo |            |

### 2019
| Skład drużyny 2019                       | Skład drużyny 2019   | Skład drużyny 2019 | Skład drużyny 2019                    |
| Imię i nazwisko                          | Data urodzenia       | Państwo            | Poprzednia grupa                      |
| ---------------------------------------- | -------------------- | ------------------ | ------------------------------------- |
| Lars Bak                                 | 16 stycznia 1980     | Dania              | Lotto-Soudal (2018)                   |
| Edvald Boasson Hagen                     | 17 maja 1987         | Norwegia           | Team Sky (2014)                       |
| Mark Cavendish                           | 21 maja 1985         | Wielka Brytania    | Etixx-Quick Step (2015)               |
| Steve Cummings                           | 19 marca 1981        | Wielka Brytania    | BMC Racing Team (2014)                |
| Scott Davies                             | 5 sierpnia 1995      | Wielka Brytania    | Team Wiggins (2017)                   |
| Stefan de Bod                            | 17 listopada 1996    | Południowa Afryka  | Dimension Data for Qhubeka (2018)     |
| Nicholas Dlamini                         | 12 sierpnia 1995     | Południowa Afryka  | Dimension Data for Qhubeka (2017)     |
| Bernhard Eisel                           | 17 lutego 1981       | Austria            | Team Sky (2015)                       |
| Enrico Gasparotto                        | 22 marca 1982        | Włochy             | Bahrain-Merida (2018)                 |
| Amanuel Ghebreigzabhier                  | 17 sierpnia 1994     | Erytrea            | Dimension Data for Qhubeka (2017)     |
| Ryan Gibbons                             | 13 sierpnia 1994     | Południowa Afryka  | Dimension Data for Qhubeka (2016)     |
| Jacques Janse van Rensburg               | 6 września 1987      | Południowa Afryka  | Burgos 2016-Castilla y León (2011)    |
| Reinardt Janse van Rensburg              | 3 lutego 1989        | Południowa Afryka  | Giant-Shimano (2014)                  |
| Ben King                                 | 22 marca 1989        | Stany Zjednoczone  | Cannondale-Drapac (2016)              |
| Roman Kreuziger                          | 6 maja 1986          | Czechy             | Mitchelton-Scott (2018)               |
| Gino Mäder                               | 4 stycznia 1997      | Szwajcaria         | IAM Excelsior (2018)                  |
| Louis Meintjes                           | 21 lutego 1992       | Południowa Afryka  | UAE Team Emirates (2017)              |
| Giacomo Nizzolo                          | 30 stycznia 1989     | Włochy             | Trek-Segafredo (2018)                 |
| Ben O’Connor                             | 25 listopada 1995    | Australia          | Avanti IsoWhey Sports (2016)          |
| Mark Renshaw                             | 22 października 1982 | Australia          | Etixx-Quick Step (2015)               |
| Tom-Jelte Slagter                        | 1 lipca 1989         | Holandia           | Cannondale-Drapac (2017)              |
| Jay Robert Thomson                       | 12 kwietnia 1986     | Południowa Afryka  | UnitedHealthcare (2012)               |
| Rasmus Tiller                            | 28 lipca 1996        | Norwegia           | Joker Icopal (2018)                   |
| Michael Valgren                          | 7 lutego 1992        | Dania              | Astana (2018)                         |
| Jacobus Venter                           | 13 lutego 1987       | Południowa Afryka  | Differdange-Magic-SportFood.de (2012) |
| Julien Vermote                           | 26 lipca 1989        | Belgia             | Quick-Step Floors (2017)              |
| Danilo Wyss                              | 26 sierpnia 1985     | Szwajcaria         | BMC Racing Team (2018)                |
|                                          |                      |                    |                                       |
| Źródła: ProCyclingStats Cycling Quotient |                      |                    |                                       |

#### Zwycięstwa
| Zwycięstwa | Zwycięstwa                               | Zwycięstwa | Zwycięstwa | Zwycięstwa           | Zwycięstwa |
| Data       | Wyścig                                   | Państwo    | Kategoria  | Zwycięzca            |            |
| ---------- | ---------------------------------------- | ---------- | ---------- | -------------------- | ---------- |
| 6 lut      | Volta a la Comunitat Valenciana, 1. etap | Hiszpania  | 2.1        | Edvald Boasson Hagen |            |
| 21 lut     | Tour of Oman, 6. etap                    | Oman       | 2.HC       | Giacomo Nizzolo      |            |
| 30 maj     | Tour of Norway, 3. etap                  | Norwegia   | 2.HC       | Edvald Boasson Hagen |            |